# Мајдан (Шековићи)
Мајдан је насељено мјесто у општини Шековићи, Република Српска, БиХ.

## Историја
Прије рата 1990их, насеље се у потпуности налазило у саставу предратне општине Кладањ. Послије потписивања Дејтонског споразума, већи дио његове територије улази у састав Републике Српске.

## Становништво
На попису становништва из 1991. ово насеље је имало 146 становника.
| Демографија | Демографија | Демографија |
| Година      | Становника  | Становника  |
| ----------- | ----------- | ----------- |
| 1961.       | 176         |             |
| 1971.       | 186         |             |
| 1981.       | 200         |             |
| 1991.       | 146         |             |